# Gunning Bedford, Jr.
Gunning Bedford, Jr. (n. 1747 — d. 30 martie 1812) a fost un avocat și politician din Wilmington, Delaware, care a ocupat funcțiile oficiale de membru al Congresului Continental din partea viitorului stat Delaware și cea de delegat al Convenției Constituționale a Statelor Unite din 1787 din partea statului său.
Considerat unul din părinții fondatori ai Statelor Unite ale Americii, Gunning Bedford, Jr. a fost unul din cei 39 de semnatari ai Constituției Statelor Unite ale Americii.  Este adesea confundat cu văul său, Gunning Bedford, Sr. (1742 - 1797), care a fost un ofițer al Armatei Continentale în timpul Revoluției Americane și Guvernator al statului Delaware.

## Biografie
Absolvent în 1771 al College of New Jersey, (astăzi Princeton), în specialitatea magistratură, Bedford a fost ales în legislativul statului Delaware.  În 1784, a fost numit în poziția de Procuror General (în original Attorney General) al statului Delaware slujind cinci ani în această funcție.

## Limitarea puterii federale
Bedford a fost cel mai înverșunat avocat al acordării drepturilor egale tuturor statelor indiferent de mărimea lor.  Experiența sa vastă în cazul politicii locale, anii săi de serviciu în Congresul Continental precum și funcția ulterioară de General Attorney l-au învățat multe despre vulnerabilitatea politică și economică a unui stat mic, precum locul său natal, Delaware. 
Spre deosebire de alți reprezentanți ai unor state mici, care căutau crearea unui guvern federal puternic pentru a le proteja interesele împotriva vecinilor lor mai mari, Bedford a căutat constant limitarea puterii guvernului federal.   În același timp, când diferite conflicte iscate între diferiți reprezentanți ai noii entități independente amenințau distrugerea legăturii federale și "spargerea" Convenției constituționale de la Philadelphia (conform originalului, Constitutional Convention), Gunning Bedford a știut să dea dovadă de diplomație, tact și flexibilitate, fiind dispus oricând să ajungă la mult-doritul consens pentru binele țării. 